# Јерменски драм
Драм (јерменски: Դրամ, ИСО 4217: AMD) је национална валута Јерменије а користила се и у области Нагорно-Карабах. Састоји се од 100 лума (լումա). Реч драм значи новац и потиче од грчке речи ‘драхма’. 
Локални симбол за драм је դր.
Драм издаје Централна банка Јерменије. Према званичним подацима дефлација валуте је износила -0,2% у 2005. години а инфлација у 2018. 2.7%.
Прво спомињање драма као валуте у Јерменији било је у периоду од 1199. до 1375. када су били у облику сребрњака. Између 1919. и 1923. у Јерменији је у оптицају била јерменска рубља. Након проглашења независности уведена је нова валута 22. новембра 1993. која је заменила совјетску рубљу. Курс драма није везан ни за једну страну валуту. Није конвертибилна валута.
Папирне новчанице се издају у апоенима од 1.000, 5.000, 10.000, 20.000 и 50.000 драма а ковани новац у апоенима од 10, 20, 50, 100, 200 и 500 драма. 

## Тренутне новчанице
|  |  | 1.000  | 130 × 72 mm | Љубичаста | Пајруј Севак, поезија                                                       | Севакова кућа (Тренутно музеј), његово село Зангакатун и његов споменик |
|  |  | 2.000  | 135 × 72 mm | Браон     | Тигран Петросјан, шаховска табла                                            | Шаховски центар Јерменије                                               |
|  |  | 5.000  | 140 × 72 mm | Црвена    | Вилијам Саројан, књиге и планине                                            | Споменик Саројана (у Јеревану)                                          |
|  |  | 10.000 | 145 × 72 mm | Сива      | Комитас                                                                     | Геворгјан библијска школа и споменик Комитасу                           |
|  |  | 20.000 | 150 × 72 mm | Зелена    | Иван Ајвазовски                                                             | Галерија и споменик Ајвазовском, Феодосиа, (Крим)                       |
|  |  | 50.000 | 155 × 72 mm | Златна    | Свети Григорије Просветитељ, рукописи који говоре о животу Светог Григорија | Хор Вирап, његов гроб и споменик                                        |